# Barbara Berta
Barbara Berta (* 29. Dezember 1963 in Bellinzona) ist eine Schweizer italienischsprachige Sängerin.

## Leben
Sie wurde von der Rundfunkanstalt RTSI für den Eurovision Song Contest 1997 in Dublin als Teilnehmerin für die Schweiz beauftragt. Ihr selbstkomponierter Popsong Dentro di me (dt. ‚In mir‘) schaffte es dabei nur auf den viertletzten Platz 22. Nach einer längeren Pause, in der sie eine Tochter zur Welt brachte, erschien 2008 mit Chi sei? ein Album mit rockigen Titeln von ihr.

## Diskografie
Alben
- Dentro di me (1997)
- Chi sei? (2008)

Singles
- Dentro di me / D. D. no / Arrivederci A (1997)
- Non lo farò (2008)
- L’assenza (2011)